# مروژ کوچاریان
مروژ کوچاریان  (ارمنی: Մերուժ Քոչարյան) بازیکن فوتبال بازنشسته در پست ارمنی‌تبار اهل ایران است که در دسته اول فوتبال باشگاه‌های تهران بازی می‌کرد.

## باشگاهی
از باشگاه‌هایی که در توپ زده‌است می‌توان آرارات تهران را اشاره کرد.